# Сельская местность

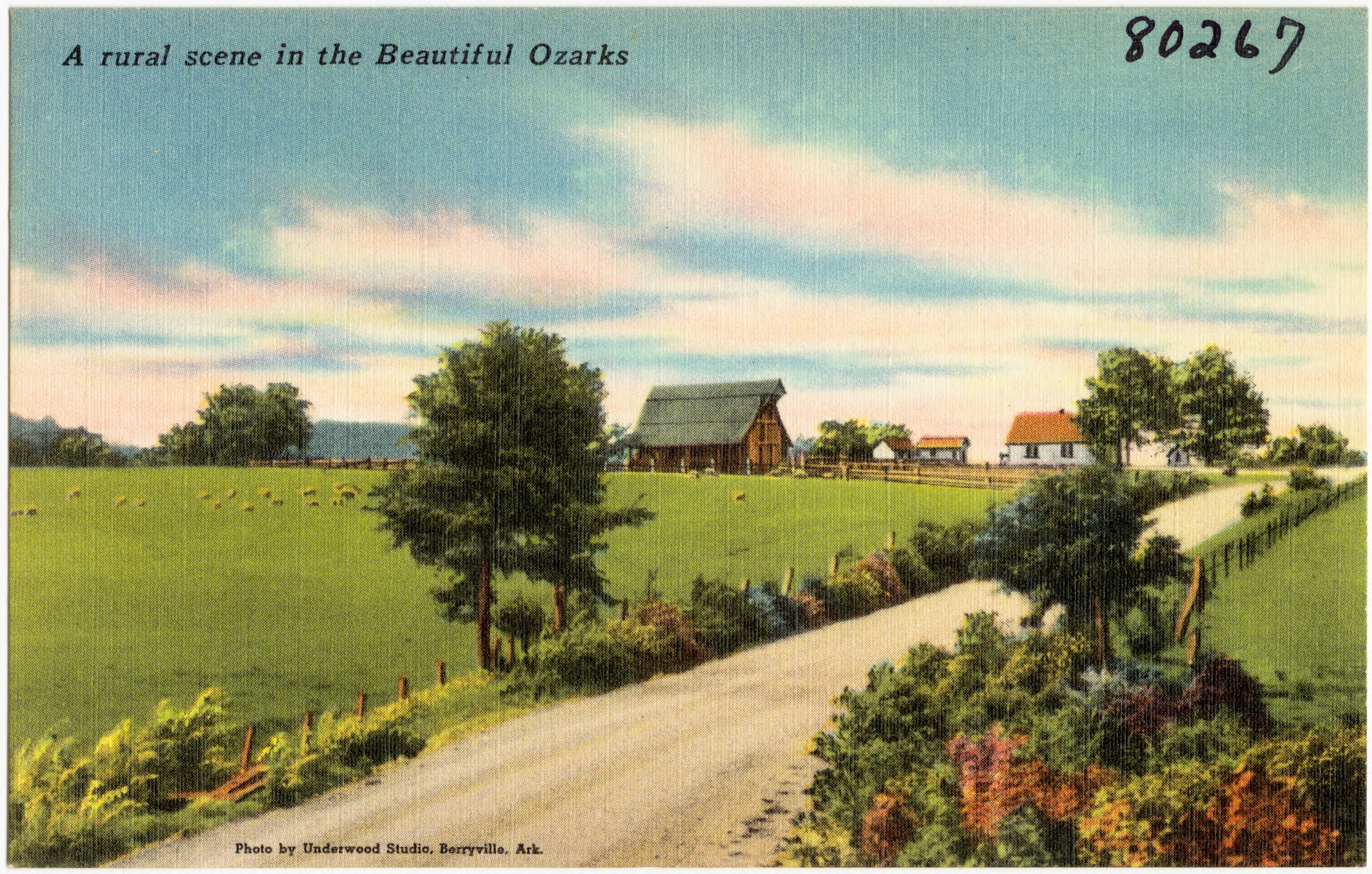
Сельский пейзаж в прекрасном Озарке, почтовая открытка США

Сельская местность — обитаемая территория за пределами городских поселений. В качестве синонимов могут использоваться термины «село» или «деревня».
Включает естественные и антропогенные ландшафты, в том числе населённые пункты, относящиеся к категории сельских. В сравнении с городскими поселениями характер использования земель является менее интенсивным.

## Функции

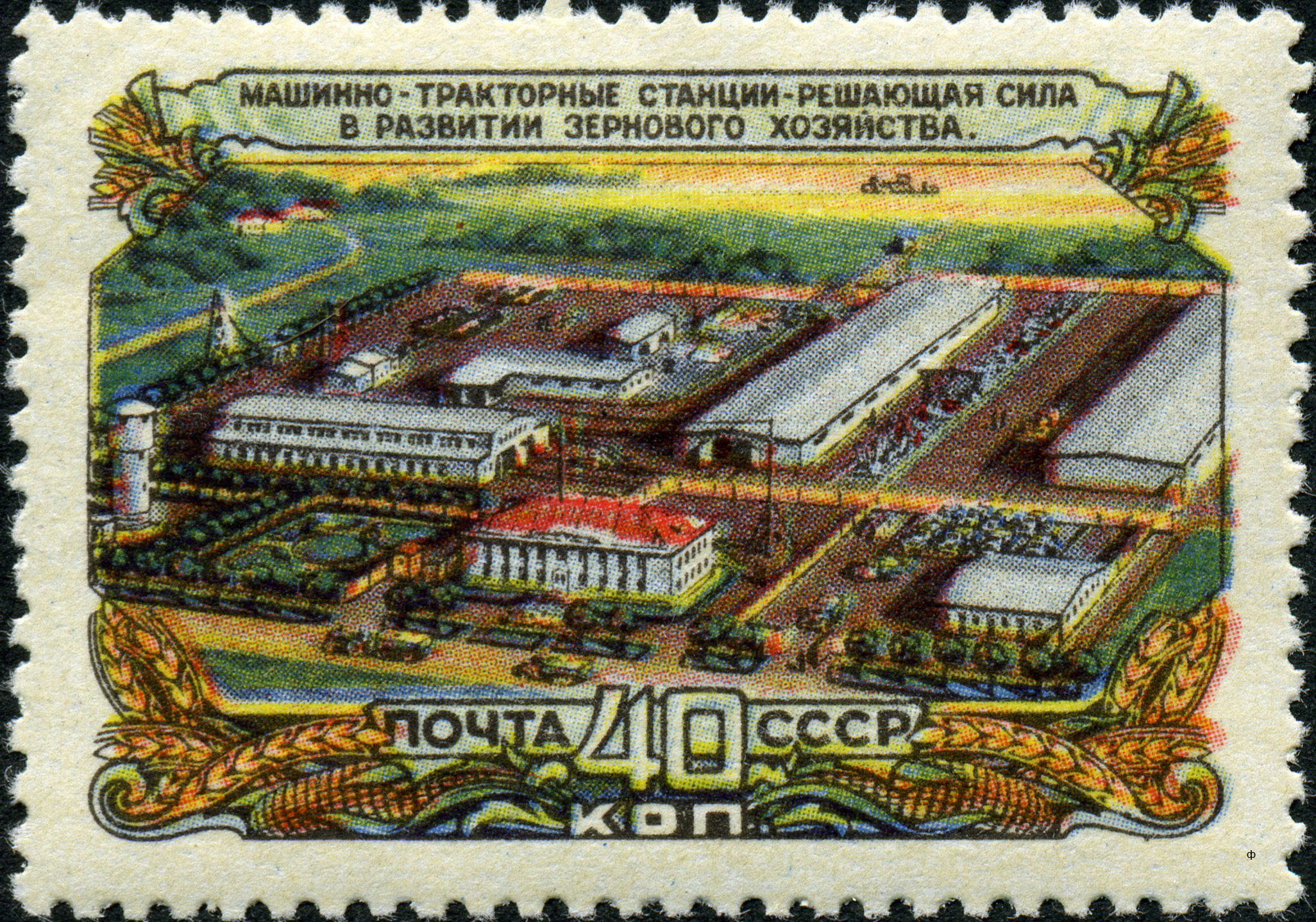
Машинно-тракторная станция на почтовой марке СССР 1956 года

Сельская местность является очень разнообразной, что определяется различными её функциями: сельское, лесное и охотничье-промысловое хозяйство; частичная переработка продукции данных отраслей; добывающая и обрабатывающая промышленность, не обладающая градообразующей силой (небольшие предприятия, ориентированные на сырье или трудовые ресурсы и навыки сельских жителей); рекреационное обслуживание населения, преимущественно городского; природоохранная деятельность (заповедники, охранные зоны и др.); коммуникационное обслуживание — выделение территорий, трудовых ресурсов и др. для постройки и эксплуатации линий электропередачи, водоводов, нефте- и газопроводов, железных и автомобильных дорог; место проживания, в том числе работающих в городах (маятниковая миграция).
Преобладание конкретных функций определяет формирование различных типов сельской местности и перспективы её развития. В индустриально развитых странах наблюдается рост значений несельскохозяйственных функций.

## Стадии развития
Географ Т. Г. Нефёдова выделила пять стадий развития сельской местности, которые соответствуют этапам урбанизации:
- природная, когда преобладает натуральное хозяйство, чья продуктивность зависит от природных условий. Характерно разнообразие, самодостаточность и обособленность природно-этнических сельских ареалов;
- раннегородская, природно-национальная, когда урбанизация стимулирует отток сельского населения, но благодаря высокому естественному приросту сохраняется его многочисленность, идет процесс дифференциации специализации и культуры землепользования;
- среднеурбанизационная, когда происходит резкое деление территорий, обладающих благоприятными (юг) и неблагоприятными (север) природно-климатическими условиями для ведения сельского хозяйства и в неблагоприятных районах сельское хозяйство переживает упадок;
- позднеурбанизационная, когда усиливаются зональные различия, капитал заменяет труд, не требуя роста сельского населения;
- неоприродная (экологическая), когда сельское пространство перестает быть аграрным и становится рекреационно-дачным и экобиотехнологическим.

## Сельское население

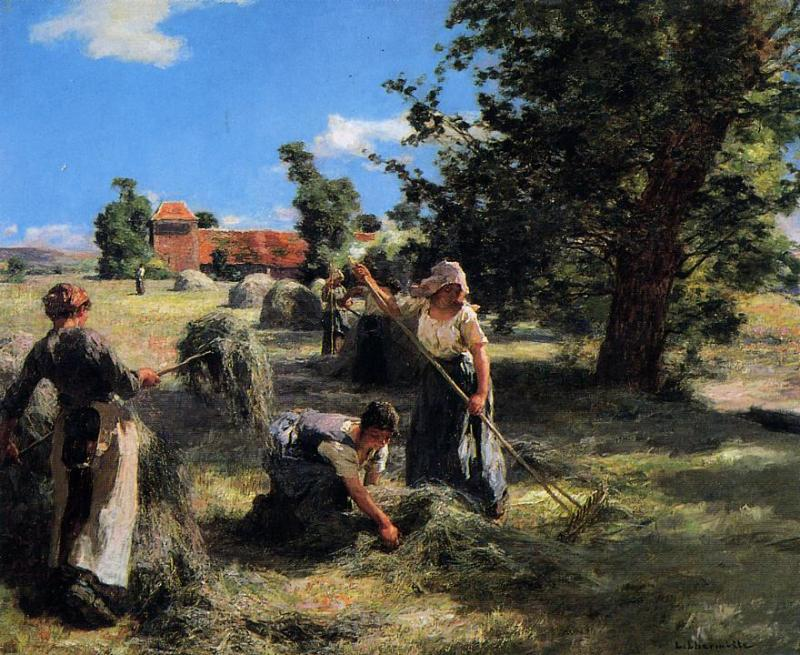
Жницы,
Леон Лермитт

К сельскому населению принадлежат проживающие в сельских населённых пунктах.
Мировая численность сельского населения увеличивается. В отличие от городского населения прирост сельского населения обеспечивается преимущественно за счёт развивающихся стран, тогда как во многих развитых странах численность сельского населения является стабильной или сокращается. Доля мирового сельского населения быстрыми темпами снижается: в 1950 году сельское население составляло 70 %. В 2009 году впервые за историю человечества численность городского населения сравнялась с численностью сельского, составив 3,4 млрд человек. В развитых странах в целом доля сельского населения составляет не больше 20—25 %. В СССР в 1959 году сельское население составляло 48 %. Сельское население в России составляет 25,31 % (2024).
Сельское население испытывает значительные социально-экономические изменения: растёт уровень образования, уменьшается доля занятых в сельском хозяйстве, увеличивается доля занятых в промышленности, на транспорте, в строительстве (в том числе в рамках маятниковой миграции, работающих в городах), рекреационной сфере, сфере обслуживания самих сельских поселений.
Сельское население является носителем более консервативного менталитета, его жизненный уклад сохраняет больше черт патриархальности и традиционности.